# Jumiskonperä
Jumiskonperä är en vik i Finland. Den ligger i Kemi träsk i landskapet Lappland, i den norra delen av landet, 700 km norr om huvudstaden Helsingfors.